# ペンタゴンの新しい地図
『ペンタゴンの新しい地図』（英語：The Pentagon's New Map: War and Peace in the Twenty first Century）とは、アメリカ合衆国在住の戦略家トマス・P・M・バーネット（イスラエル軍事コンサルタント会社・ウィキストラットのユダヤ人）によって2004年に発表された著作である。
アメリカ在住の政治学者バーネットは海軍大学上級戦略研究者として、いわゆる2000年問題の世界的影響の研究を指揮していた。2000年に証券会社キャンターフィッツジェラルドの役員の依頼をうけて産学協同研究の監督を任され、グローバリゼーションを反映した世界の安全保障環境を研究する図上演習を統裁した。その研究結果は国防総省で報告され、ブッシュ政権の国家安全保障戦略の策定でも参照された。2003年3月号の『エスクァイア』で本書の基礎となる「ペンタゴンの新しい地図」でそれまでの研究成果を発表すると、世界各国で翻訳されて各地の政策担当者から問い合わせを受けたためにバーネットは本書を執筆することを決めた。
この著作では21世紀において適用される戦争と平和に関する新しい「ルール」・セットが運用されることを世界的観点から論じており、その環境に対処するための安全保障戦略について検討を行っている。本書の構成は第1章「新しいルール・セット」、第2章「粗末な危機の高まり」、第3章「断絶こそが危険の源」、第4章「コアとギャップ」、第5章「新しい秩序構築のための指針」、第6章「地球規模取引戦略」、第7章「アメリカに関する虚説」、第8章「保証のない希望」から成り立っている。
バーネットは個人や企業、政府組織、国際共同体を指導するさまざまな手続、法律、条約、経験則、社会通念などから構成されるルール・セットは世界を安定化させる機能があり、一般にルール・セットへの参加者が増えれば平和状態がもたらされ、参加者が減れば戦争状態がもたらされると考える。これは冷戦期においては資本主義の西側地域と社会主義の東側地域という二つのルール・セットの対決があった。21世紀においてこのルール・セットはグローバリゼーションが「機能するコア(Functioning core)」とグローバリゼーションに「統合されないギャップ(Non integrating gap)」に地理的に区分できる。
このコアに所属していることはグローバル経済と結合し、民主主義や自由市場のルールを受容していることであり、所属している国家にはアメリカ、ヨーロッパ諸国、新生ロシア、日本、国内事情を鑑みなければ中国、欠陥があるもののインド、オーストラリア、ニュージーランド、南アフリカ、アルゼンチン、ブラジル、チリがあり、それ以外の中米やアフリカ、中東、東南アジアなどの地域はギャップに所属することになる。このコアとギャップの理論に基づいてバーネットは世界秩序にグローバリゼーションのルール・セットを確立することを目標とし、ギャップを見捨てずにこれを縮小させ、コアがギャップによって分裂させられないようにしなければならないと論じている。

## 和訳
- トマス・バーネット著、新崎京介訳『戦争はなぜ必要か』（講談社インターナショナル、2004年）